# Hypopyra hampsoni
Hypopyra hampsoni är en fjärilsart som beskrevs av Aurivillius 1925. Hypopyra hampsoni ingår i släktet Hypopyra och familjen nattflyn. Inga underarter finns listade i Catalogue of Life.